# Gabriele Seyfert
Gabriele „Gaby” Seyfert (ur. 23 listopada 1948 w Chemnitz) – niemiecka łyżwiarka figurowa startująca w konkurencji solistek. Wicemistrzyni olimpijska z Grenoble (1968), dwukrotna mistrzyni świata (1969, 1970), trzykrotna mistrzyni Europy (1967, 1969, 1970) oraz 10-krotna mistrzyni kraju (1961–1970).
W 1968 roku Seyfert została pierwszą kobietą, która w zawodach skoczyła potrójnego loopa.

## Biografia

### Kariera amatorska

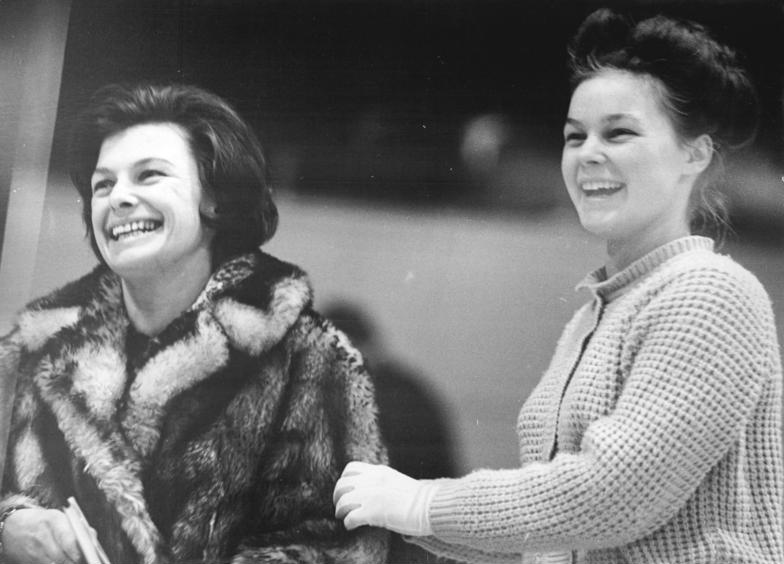
Seyfert z matką i trenerką Juttą Müller (1964)

Gabriele Seyfert w środowisku łyżwiarskim znana była jako Gaby. Reprezentowała klub SC Karl-Marx-Stadt, a jej trenerką była jej matka Jutta Müller, która oprócz niej trenowała także dwukrotną mistrzynię olimpijską (1984, 1988) Katarinę Witt. 
W swojej bogatej karierze zdobyła dwa złote (1969, 1970) i trzy srebrne (1966–1968) medale mistrzostw świata, a także trzy złote (1967, 1969, 1970) i dwa srebrne (1966, 1968) medale mistrzostw Europy. 
Debiutowała na Zimowych Igrzyskach Olimpijskich 1964 w Innsbrucku, gdzie zajęła 19. miejsce. Seyfert przez całą swoją karierę rywalizowała z Amerykanką Peggy Fleming, której nigdy nie pokonała. Podobnie było na Zimowych Igrzyskach Olimpijskich 1968 w Grenoble, gdzie Seyfert została wicemistrzynią olimpijską przegrywając jedynie z Fleming.

### Po zakończeniu kariery
Seyfert, w odróżnieniu od jej rywalki Fleming, nie otrzymała pozwolenie na rozpoczęcie kariery profesjonalnej. Propozycja kontraktu rewii Holiday on Ice została odrzucona przez oficjeli NRD. Seyfert zajęła się pracą trenerki Anett Pötzsch w latach 80. XX wieku, jednak później Anett została odgórnie przydzielona do grupy Jutty Müller, a Seyfert nie kontynuowała kariery trenerskiej.
Seyfert zajęła się rozwijaniem swojej kariery naukowej. Studiowała języki, a następnie pracowała jako tłumacz. W latach 1985–1991 prowadziła balet łyżwiarski Friedrichstadt-Palast, gdzie okazjonalnie występowała.  

### Życie prywatne
Rodzicami Gabriele byli trenerka Jutta Müller (z domu Lötzsch) i jej pierwszy mąż Wolfgang Seyfert. Drugim mężem jej matki był piłkarz Bringfried Müller. 
Gabriele Seyfert była zamężna trzykrotnie. W 1972 roku poślubiła łyżwiarza figurowego Eberharda Rügera. W 1974 roku urodziła córkę Sheilę. Rozwiedli się w 1975 r. Później wyszła za mąż za Jochena Messerschmidt, ale to małżeństwo także zakończyło się rozwodem. W kwietniu 2011 roku poślubiła Egberta Körnera na Hawajach.

## Osiągnięcia

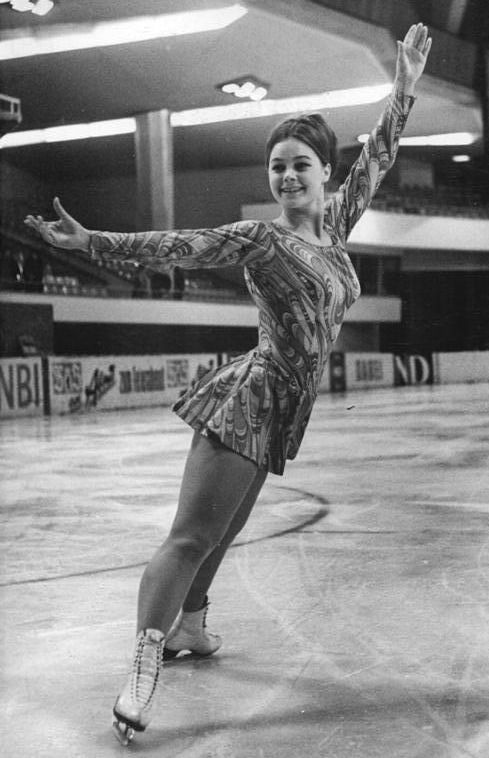
Seyfert na mistrzostwach Europy 1968 w Berlinie.

| Zawody               | 60–61          | 61–62          | 62–63          | 63–64          | 64–65          | 65–66          | 66–67          | 67–68          | 68–69          | 69–70          |                |                |                |                |                |                |                |
| Międzynarodowe       | Międzynarodowe | Międzynarodowe | Międzynarodowe | Międzynarodowe | Międzynarodowe | Międzynarodowe | Międzynarodowe | Międzynarodowe | Międzynarodowe | Międzynarodowe | Międzynarodowe | Międzynarodowe | Międzynarodowe | Międzynarodowe | Międzynarodowe | Międzynarodowe | Międzynarodowe |
| -------------------- | -------------- | -------------- | -------------- | -------------- | -------------- | -------------- | -------------- | -------------- | -------------- | -------------- | -------------- | -------------- | -------------- | -------------- | -------------- | -------------- | -------------- |
| Igrzyska olimpijskie |                |                |                | 19             |                |                |                | 2              |                |                |                |                |                |                |                |                |                |
| Mistrzostwa świata   |                | 21             |                |                | 5              | 2              | 2              | 2              | 1              | 1              |                |                |                |                |                |                |                |
| Mistrzostwa Europy   | 21             | 12             | 10             |                | 5              | 2              | 1              | 2              | 1              | 1              |                |                |                |                |                |                |                |
| Prague Skate         |                |                |                |                | 2              |                |                |                |                |                |                |                |                |                |                |                |                |
| Krajowe              |                |                |                |                |                |                |                |                |                |                |                |                |                |                |                |                |                |
| Mistrzostwa NRD      | 1              | 1              | 1              | 1              | 1              | 1              | 1              | 1              | 1              | 1              |                |                |                |                |                |                |                |

## Nagrody i odznaczenia
- Światowa Galeria Sławy Łyżwiarstwa Figurowego – 2019[5]